# Muna-Buton-språk
Muna-Buton-språk är en samling besläktade malajo-polynesiska språk som talas främst på öarna Pulau Muna och Buton utanför Sulawesi i Indonesien. Det största av det tiotalet Muna-Buton-språken är Cia-Cia.